# Glimek
Glimek AB var en tillverkare av deghanteringsutrustning i Glimåkra i Skåne. Glimek grundades 1948 och ingick sedan 1998 i Sveba Dahlen där det idag är ett varumärke.  2012 lades tillverkningen i Glimåkra ned.
Erling Erlandsson grundades bolaget som en smedja i Glimåkra 1948. Bolaget fick en förfrågan om att tillverka en maskin för renskrapning av bakplåtar vilket blev starten för tillverkningen av deghanteringsutrustning. Den första maskinen kallades Skorpbrytaren.
Erling Erlandssons son Ingemar Erlandsson var bland annat ekonomiansvarig i bolaget samtidigt som han var fotbollsspelare i Malmö FF och landslaget.